# 楽田青塚
楽田青塚（がくでんあおつか）は、愛知県犬山市の地名。

## 地理

### 施設
- 神明社

## 歴史

### 沿革
- 1989年（平成元年）3月25日 - 犬山市楽田青塚一丁目および同二丁目が成立[1]。楽田青塚一丁目は大字久保一色字新田屋敷の全部および字寺西・宮東・青塚前・青塚・東大円・西唐曽・中唐曽の各一部、楽田青塚二丁目は字青塚前・東大円・大字久保一色字寺西・古比田の各一部による[1]。

### WEB
1. ↑  “読み仮名データの促音・拗音を小書きで表記するもの(zip形式) 愛知県” (zip).   日本郵便 (2024年2月29日). 2024年3月26日閲覧。
2. ↑  “市外局番の一覧” (PDF).   総務省 (2022年3月1日). 2022年3月22日閲覧。
3. ↑  “ナンバープレートについて”.   一般社団法人愛知県自動車会議所. 2024年1月21日閲覧。

### 書籍
1. 1 2  愛知県公報平成元年3月24日号（第33号）253ページ、愛知県耕地課「告示第268号 犬山市の町区域の設定」